# Bonifazio Asioli
Bonifazio Asioli (Correggio, 30 agosto 1769 – Correggio, 18 maggio 1832) è stato un compositore italiano.

## Biografia

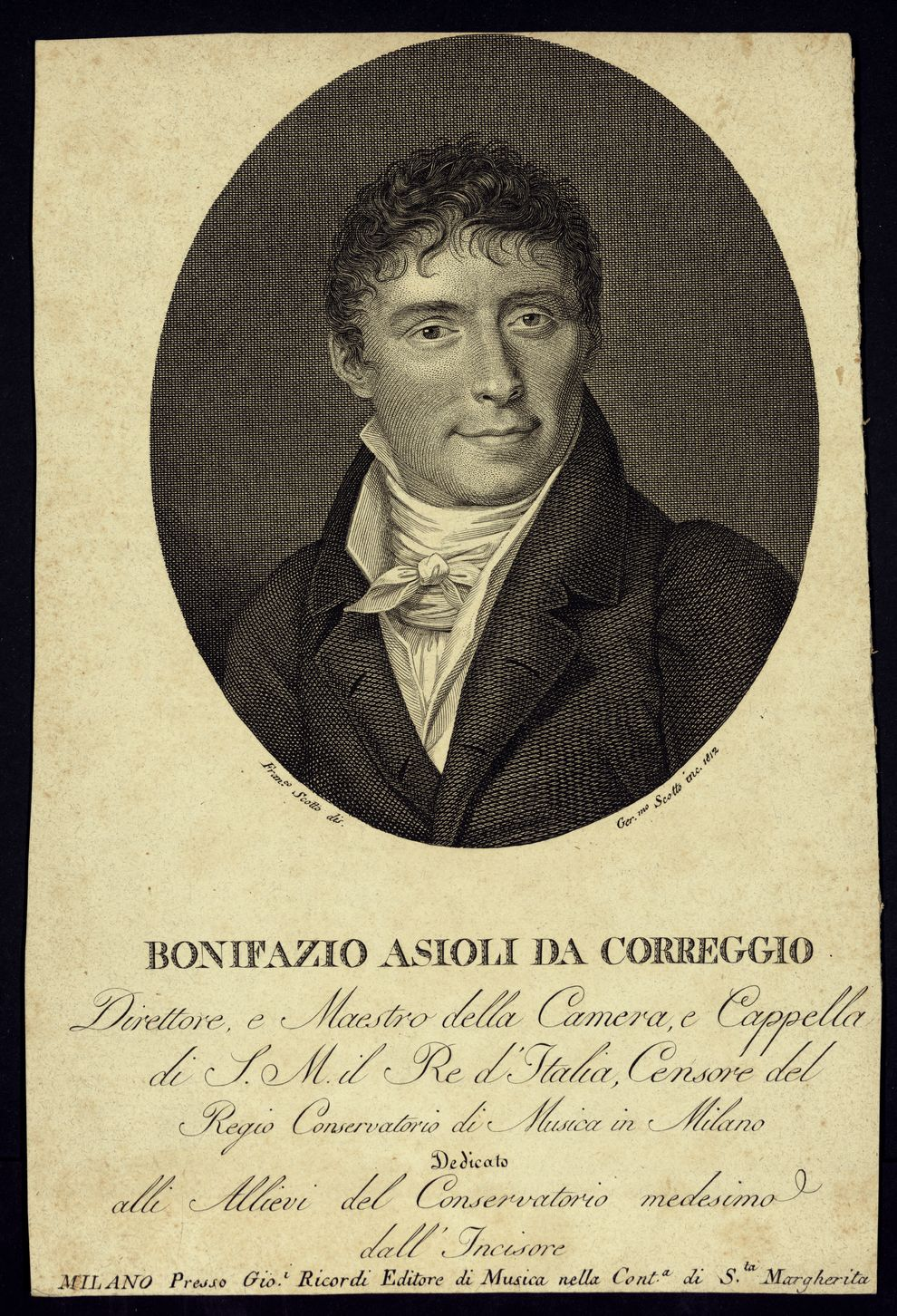
Ritratto di Bonifazio Asioli. Stampa da incisione, Antonio Scotto, 1812.

Bonifazio Asioli nacque a Correggio da Quirino, orologiaio, e Benedetta Giovannelli in una famiglia di artisti: il fratello Giuseppe (1783-1845) era valente incisore, cultore di musica e suonatore di cembalo; un altro fratello, Luigi, era un noto pianista e maestro di musica a Londra, dove si spense ancor giovane nel 1816. Il figlio del fratello Giuseppe, Luigi (1817-1877) che ricevette il nome dello scomparso Luigi, fu valente pittore; un altro fratello, Giovanni, era un rinomato suonatore d'organo.
La precoce predisposizione alla musica si manifestò quando a cinque anni suonò a memoria su un organetto che il padre, meccanico orologiaio, aveva costruito per lui, una sonatina che aveva ascoltato durante la messa. L'episodio suggerì al padre Quirino di trovare al figlio un maestro che trasmettesse i rudimenti della musica; fu quindi trovato tal Giovanni Battista Lanfranchi da Pomponesco, Mantova, maestro che si dimostrò mediocre. Il giovane Bonifazio crebbe quindi senza una solida base musicale teorica e, dotato di eccellente orecchio, dall'età di otto anni scriveva Messe; nel 1778 compose una Messa a 3 parti per orchestra e una Messa a 4 parti in Mi bemolle che diresse egli stesso nella chiesa di San Quirino a Correggio. Vista l'abilità dell'Asioli nello scrivere musica sebbene con minime basi teoriche, il comune di Correggio raccolse dei fondi in denaro per inviare il giovane Bonifazio a Parma come allievo di Angelo Morigi, direttore dell'orchestra di Corte e autore di un trattato di contrappunto; poi continuò gli studi a Venezia, a Ferrara e a Bologna dove per qualche mese fu allievo di padre Martini.
Il 14 marzo 1786 venne nominato maestro di cappella a Correggio. Fu autore di opere teatrali (La Contadina vivace, La volubile, La discordia, Il ratto di Proserpina); eccelse tuttavia nelle composizioni sacre (numerose messe, antifone, litanie, mottetti) e strumentali (cinque sinfonie, musica da camera, sonate per vari strumenti).
Nel 1808 durante il Regno d'Italia napoleonico, fu fondato con decreto del 18 settembre 1807, firmato dal viceré Eugenio di Beauharnais, il primo Regio Conservatorio di Musica di Milano, l'attuale conservatorio "Giuseppe Verdi". Asioli, tra i più grandi precettori dell'epoca, fu chiamato a coprirne le cariche unificate di Direttore, Maestro di composizione e Censore. Mantenne la carica fino alla caduta del Regno nel 1814 quando fu licenziato dal restaurato governo austriaco, perché straniero. Fra i suoi allievi si ricorda Carlo Evasio Soliva. Asioli scrisse anche trattati di teoria musicale e manuali didattici
A lui è intitolato il teatro comunale di Correggio.

## Composizioni

### Opere
Per l'elenco completo delle opere si veda quanto scritto da Antonio Coli in Vita di Bonifazio Asioli da Correggio, compilata da D. Antonio Coli e seguita dall'elenco delle opere del medesimo (Milano, edizioni Giovanni Ricordi, 1834).
- La volubile, opera buffa, Correggio, ottobre 1785
- Il ratto di Proserpina, intermezzo, libretto di G. Martinelli, Correggio, ottobre 1785
- La contadina vivace, opera buffa, Parma, 1785
- La gabbia de' pazzi, intermezzo, Venezia, 1785
- La discordia teatrale, opera buffa, Milano, 1786
- Le nozze in villa, opera buffa, Correggio, 1786
- Cinna, dramma serio in due atti, libretto di Angelo Anelli, Milano, Teatro alla Scala, 26 dicembre 1792 (libretto)
- Pigmalione, azione teatrale, 1796
- Gustavo al Malabar, dramma serio, Torino, Teatro Regio, composto nel 1802, andato in scena nella stagione di Carnevale il 29 gennaio 1803 (anno XI), con Francesca Festa[7]

### Oratori
- Giuseppe in Galaad, 1785

### Altro
Compose musica sacra (tra cui dieci messe, cinque Magnificat, quattro Te Deum, sette Tantum ergo, salmi, inni, mottetti), varia musica vocale da camera (Il ciclope, 1787; Il nome, su testo di Pietro Metastasio, 1795; Il consiglio, La scusa, La primavera, 1808; duetti, cavatine, arie), musiche strumentali (nove sinfonie, tra cui la Sinfonia campestre del 1815. Concerti, balletti, divertimenti ed altro), musica da camera e per pianoforte.

## Trattati
- Primi elementi di canto, Milano, 1809
- Principi elementari di musica, Milano, 1809
- Trattato d'armonia e di accompagnamento, Milano, 1813
- Corso di modulazioni classificate a 4 e più parti, Milano, 1814
- Dialoghi sul Trattato d'armonia, Milano, 1814
- Osservazioni sul temperamento proprio degl'istromenti stabili: dirette agli accordatori di pianoforte ed organo, Milano, 1816
- I. Scale e salti per il solfeggio, II. Preparazione al canto ed ariette, Milano, 1816
- L'allievo al clavicembalo, ossia facile metodo per apprendere il pianoforte, Milano, 1819
- Elementi di contrabasso con una nuova maniera di digitare, Milano, 1823
- Disinganno sulle osservazioni fatte sul temperamento proprio degli istromenti stabili, Milano, 1833
- Elementi di contrappunto, Firenze, 1836
- Il maestro di composizione, ossia Seguito al Trattato di armonia, Milano, 1836